# Alejo Capelo
José Alejo Capelo Cabelo (Equador, finais do século XIX - Guayaquil, 15 de novembro de 1973) foi um poeta, dramaturgo, escritor, tipógrafo, historiador e militante anarquista equatoriano, nascido a fins do século XIX.
Figura chave do anarquismo equatoriano, seu papel foi determinante para a formação de várias associações anarquistas.

## Biografia
Fundou a Federação Regional de Trabalhadores do Equador, o grupo "Luz y Acción", e a Associação Gremial do Astillero.
Foi redactor e colaborador de publicações anarquistas e operárias como Tribuna Obrera, El Proletario, El Hambriento, Germinal, El Federal, e o jornal mexicano Tierra y Libertad.
Publicou o livro 15 de Novembro: uma jornada sangrenta, onde relata os acontecimentos do Massacre de operários em 15 de novembro de 1922.
Morreu o 15 de novembro de 1973 em Guayaquil.